# Vital Miguel I
Vital Miguel I (em italiano: Vitale I Michiel) foi o 33.º Doge de Veneza, entre 1095 e a data da sua morte. Membro de uma das chamadas "doze famílias apostólicas", casou-se com Felicia Cornaro, que teve influência em sua política.
Quando o Papa Urbano II iniciou a Primeira Cruzada, Vital Miguel não sugeriu inicialmente o apoio de Veneza, talvez porque não via vantagens para Veneza de tal expedição.
O líder da cruzada, Godofredo de Bulhão, juntamente com seu irmão mais velho, Eustáquio III de Bolonha e o irmão mais novo Balduíno, partiram do sul da Itália em agosto de 1096, com um contingente de 120 navios e 40 mil soldados de toda a Europa.
Quando o doge Vital viu o compromisso europeu com a Primeira Cruzada, entendeu a importância económica da guerra. Em particular, previu que era vital para a vantagem comercial de Veneza participar da conquista territorial, para que essas vantagens não beneficiassem outras repúblicas marítimas. Em julho de 1099, 207 navios partiram de Veneza para apoiar a Primeira Cruzada. O doge Vital Miguel I nomeou o seu filho, Vital João, e o Bispo de Castelo, Henrique Contarini, como comandantes da frota. Em dezembro de 1099, em Rodes, a frota veneziana intercetou navios inimigos e afundou-os.
Na primavera de 1100, a frota veneziana dirigia-se para o Levante, onde, entretanto, Godofredo de Bulhão e suas tropas haviam tomado Jerusalém. Os navios inimigos haviam cortado a capacidade de Godofredo em receber auxílio e ele foi forçado a negociar com os venezianos. Em troca de seus serviços, Veneza obteve o direito de manter um quarto não sujeito a taxas, impostos ou impostos especiais de consumo em cada cidade ou território conquistado.
Em 1101, Vital intercedeu em favor de Matilde de Canossa em relação à compra de Ferrara, e obteve concessões comerciais generosas como resultado. Morreu na primavera de 1102 e foi enterrado na Basílica de São Marcos.